# Споменик „Суђаје”
Споменик „Суђаје” се налази у Спомен комплексу Спомен-парк Крагујевачки октобар, испред Спомен музеја „21. октобар”. Скулптура је поклон вајара Јована Солдатовића из 1979. године.
Инспирисана је старословенском митологијом, по којој су суђаје биле божанства, три жене, које долазе после рођења детета и одређују му судбину или, како се још називало, срећу. Добру срећу су представљале лепе девојке, а лошу, ружне и старе жене. Ове опоре, кошчате фигуре старица, које у рукама држе новорођенче, се одмах везују за Меморијални парк и судбину оних који на његовим пространствима почивају.